# 7,92 × 57 mm Mauser

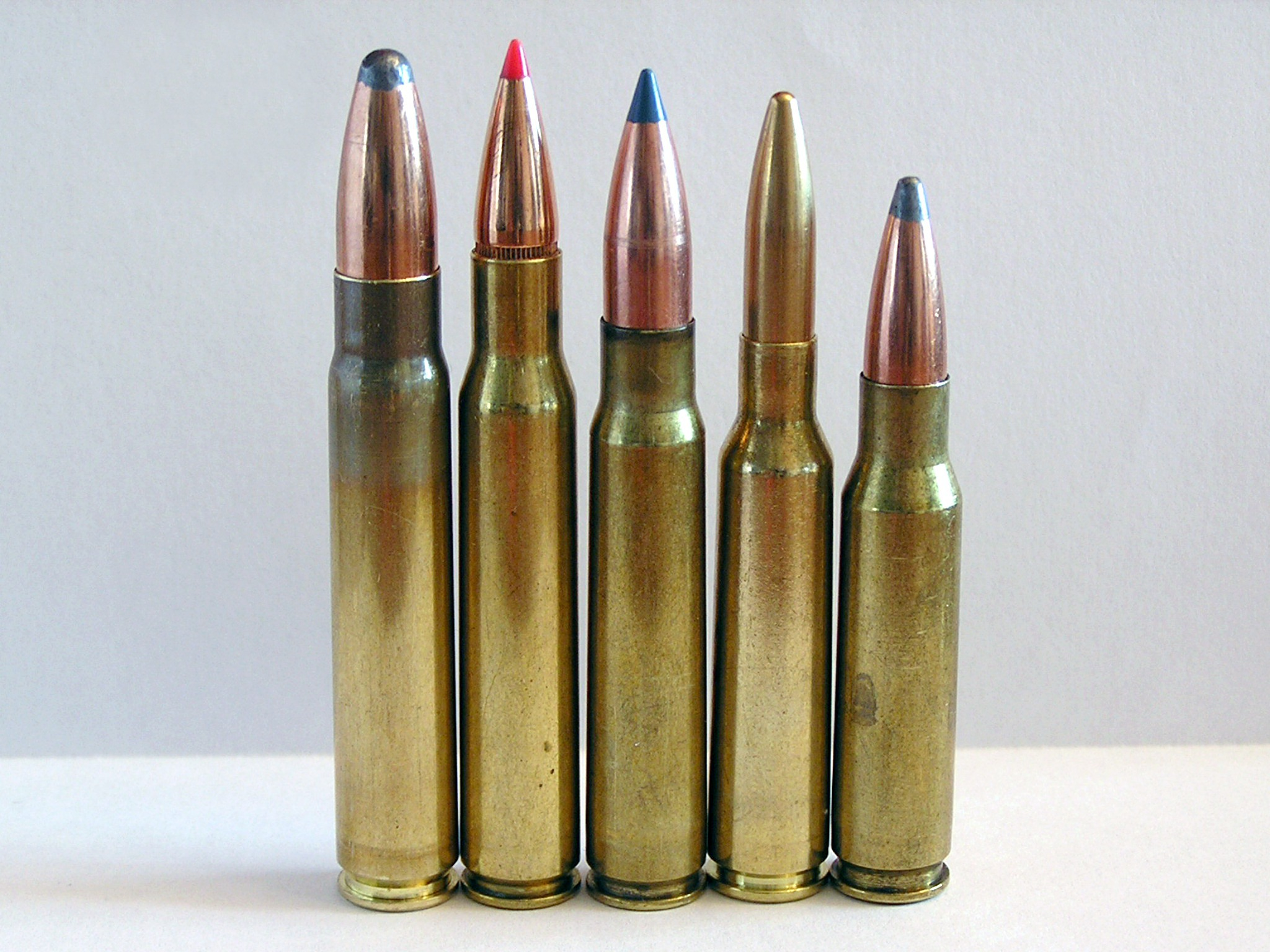
Zleva: 9,3 × 62mm, .30-06 Springfield, 7,92 × 57mm Mauser, 6,5 × 55mm a .308 Winchester

7,92 × 57mm Mauser (značený 8mm Mauser nebo 8×57mm organizací SAAMI a 8 × 57 IS C.I.P.) je puškový náboj s bezokrajovou nábojnicí lahvovitého tvaru.
Písmeno I za rozměry náboje znamená zkratku Infanterie, někdy bývá nahrazeno J z důvodu možné záměny velkého i a římské 1 a písemno S značí- Spitz, tedy špičatý (viz Hýkel- Malimánek). Do služby v německém císařství vstoupil roku 1905 a dočkal se nasazení v obou světových válkách. Ve své době bylo střelivo 7,92 × 57mm Mauser jedním z nejpopulárnějších vojenských nábojů na světě. V 21. století je stále populární ve sportu i lovu a je dále vyráběn v Evropě i ve Spojených státech.
Náboj 7,92×57I (J) a náboj 7,92×57IS (JS) se liší v průměru střely. V případě použití střeliva JS (IS) ve zbraních oznacených I (J), hrozí fatální destrukce zbraně.  To samé platí u všech ostatních německých rážích 8mm označených J a JS.

## Vývoj
Náboj 7,92 × 57mm IS vznikl modernizací předchozího náboje Patrone 88 (8×57mm I). Nový náboj dostal špičatou střelu, která má lepší balistické vlastnosti. Zašpičatěním střely se zkrátila vodící a těsnicí část střely, bylo proto nutné zvýšit průměr střely z původních 8,09 mm na 8,22 mm, ale průměr vývrtu v polích byl ponechán na 7,92 mm. V novém náboji byl použit také silnější bezdýmý prach, který zvýšil energii náboje až o 27 %.